# Elitegroup Computer Systems

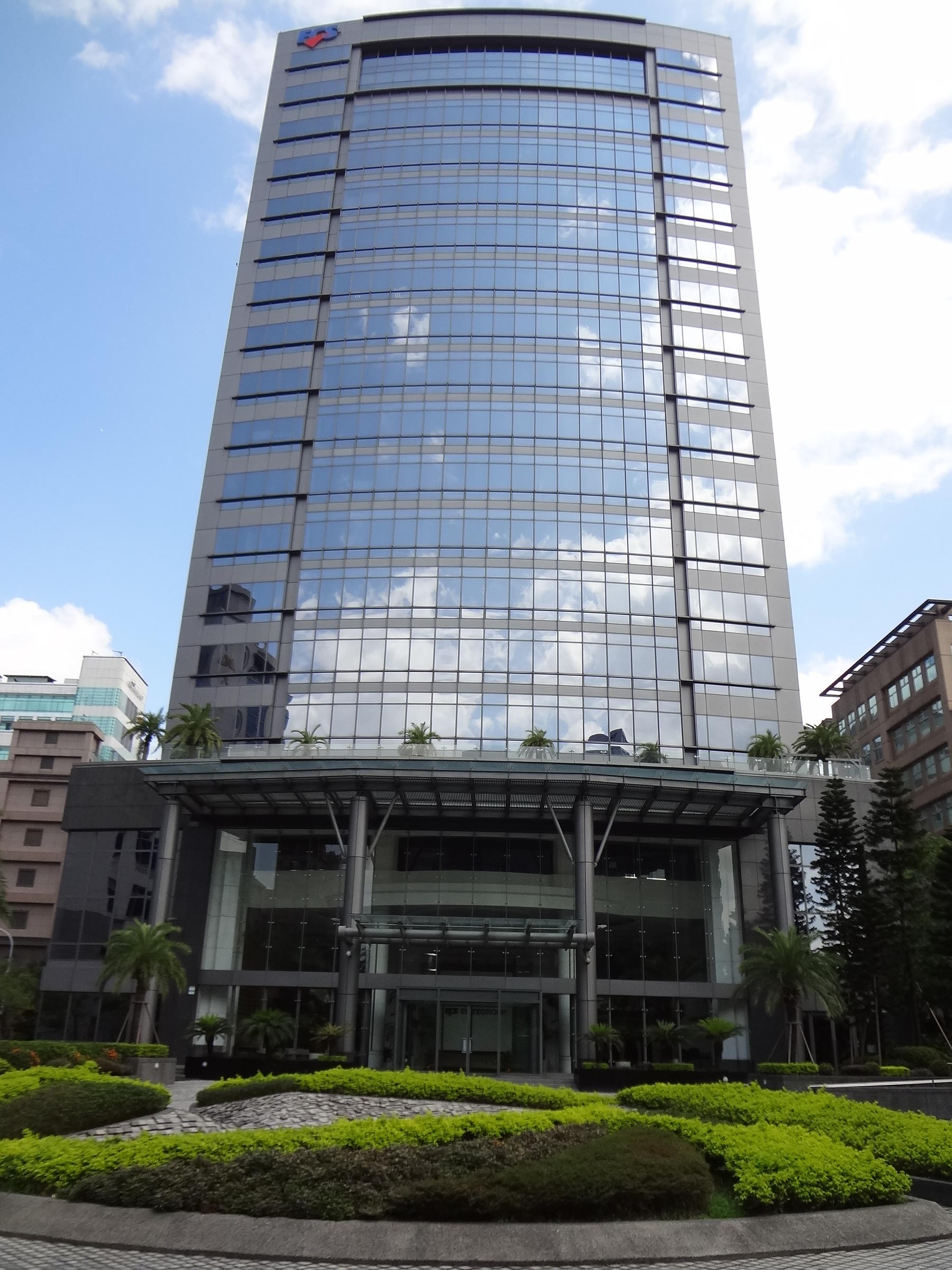
Edificio de la sede de ECS en el distrito de Neihu, ciudad de Taipéi.

Elitegroup Computer Systems  Co., Ltd. (ECS;en chino, 精英電腦股份有限公司; pinyin, jīngyīng diànnǎo gǔfèn yǒuxiàn gōngsī) es una corporación tecnológica fabricante de productos de electrónica con sede en Taiwán. Es el quinto mayor fabricante de placas bases para PC del mundo (después de Asus, Gigabyte Technology, ASRock, y MSI), con una producción de cerca de 24 millones de unidades en 2002.
Desde entonces, la compañía se ha concentrado en ampliar su gama de productos. Después de que ECS comprara el fabricante de portátiles Uniwill en 2006, la compañía ha participado en el diseño y la fabricación de ordenadores portátiles, Desknotes y productos multimedia. Los ordenadores ECS son vendidos por Fry's Electronics bajo la marca "Great Quality" ("GQ"). También ha actuado como fabricante OEM para otras empresas: por ejemplo el ECS MS300 ha sido comercializado por Olivetti en Europa como el Olivetti MS300

## Diseño y producción
Si bien Elitegroup Computer Systems tiene su sede en Taiwán, la compañía tiene instalaciones de producción en todo el mundo:
- Zona económica especial de Shenzhen : (ECS Manufacturing) & Golden Elite Technology & China Golden Elite Technology
- Suzhou: (China ESZ)
- Ciudad Juárez, México: China EMX, Mexico EMX Plant

El diseño de los productos probablemente se realice en Taiwán.

## OEM
Muchas de estas placas base se han producido para clientes OEM y se utilizan en sistemas ensamblados y vendidos por empresas de marca tales como IBM, Compaq y Zoostorm. Sus principales competidores son Micro-Star International y ASRock.
ECS también produce ordenadores Acer.

## Historia

Antiguo logotipo de PCChips

Fundada en 1987, ECS tiene su sede en Taiwán y opera en América del Norte, Europa y la Cuenca del Pacífico. La compañía se fusionó con PCChips (Hsing Tech Enterprise Co., Ltd), un importante fabricante de placas base de bajo costo, en 2005. En junio de 2003, ECS fue seleccionado por dos años consecutivos en la exclusiva lista Information Technology 100 list de la revista Business Week.
El 10 de abril de 2013, ECS presentó Durathon,  donde todas las placas base ECS se prueban más allá de los estándares de la industria en cuanto a durabilidad, estabilidad y confiabilidad, así como a los materiales utilizados en la fabricación de sus placas madre. El nombre Durathon deriva de las palabras duradero y maratón, que se refiere a los rigurosos métodos de prueba de cada placa madre en condiciones ambientales extremas.